# Maryland (2015)
Maryland (internationale titel: Disorder) is een Frans-Belgische film uit 2015, geschreven en geregisseerd door Alice Winocour. De film ging in première op 16 mei op het Filmfestival van Cannes in de sectie Un certain regard.

## Verhaal
Vincent (Matthias Schoenaerts) is een Franse Special Forces-soldaat die is teruggekeerd uit Afghanistan en lijdt aan een posttraumatische stressstoornis waardoor hij niet meer geschikt voor de dienst wordt bevonden. Hij neemt een baan aan als veiligheidsagent voor een Libanese zakenman, waarbij hij instaat voor de beveiliging van diens villa aan de Côte d'Azur tijdens een gala-avond. Wanneer de zakenman de volgende dag onverwachts op zakenreis moet naar Genève, vraagt deze aan Vincent om gedurende 48 uur zijn vrouw en zoon te bewaken. Vincent is er meer en meer van overtuigd dat ze in gevaar zijn, maar weet niet of dit reëel is of te wijten aan zijn paranoia.

## Rolverdeling
| Acteur               | Personage |
| -------------------- | --------- |
| Matthias Schoenaerts | Vincent   |
| Diane Kruger         | Jessie    |
| Paul Hamy            |           |